# Larry Bishop
Larry Bishop, född 30 november 1948, är en amerikansk skådespelare, manusförfattare och regissör. 
Spelar huvudrollen Pistolero i filmen Hell Ride som han själv regisserat.

## Filmografi i urval
- 2008 – Hell Ride
- 2004 – Kill Bill: Volume 2
- 1996 – Underworld